# Grundarfoss (Snæfellsnes)
Der Grundarfoss ist ein Wasserfall im Westen von Island.
Der Grundarfoss liegt an der Nordküste der Halbinsel Snæfellsnes und ist vom Snæfellsnesvegur  aus zu sehen.
Der Fluss Grundará bildet sich am Hvítihnúkur, stürzt 70 Meter in die Tiefe, fließt unter einer Brücke durch und mündet bei Grundarkampur in den Grundarfjörður.
Etwa 1,5 Kilometer östlich des Ortes Grundarfjörður zweigt ein Weg nach Süden ab, welcher bis auf 500 Meter an den Wasserfall heranführt.